# Nätra och Nordingrå domsagas valkrets
Nätra och Nordingrå domsagas valkrets (fram till 1902 Nätra och Nordingrå tingslags valkrets) var i valen till andra kammaren 1881–1908 en egen valkrets med ett mandat. Valkretsen, som ungefär motsvarade södra delen av dagens Örnsköldsviks kommun, avskaffades vid införandet av proportionellt valsystem 1911 och uppgick i Ångermanlands norra valkrets. 

## Riksdagsmän
- Per Gustaf Näslund, lmp (1882–1886)
- Anders Sundström (vårsessionen 1887)
- Per Gustaf Näslund, lmp (höstsessionen 1887)
- Anders Sundström, gamla lmp (1888–1890)
- Per Gustaf Näslund, gamla lmp 1891–1894, lmp 1895–1898 (1891–23/3 1898)
- Carl Bergström, lmp (27/4 1898–1902)
- Petrus Hörnstén, lib s (1903–1908)
- Zakris Åslund, nfr (1909–1911)

## Valresultat

### 1896
| Andrakammarvalet i Sverige 1896: Nätra och Nordingrå domsagas valkrets | Andrakammarvalet i Sverige 1896: Nätra och Nordingrå domsagas valkrets | Andrakammarvalet i Sverige 1896: Nätra och Nordingrå domsagas valkrets | Andrakammarvalet i Sverige 1896: Nätra och Nordingrå domsagas valkrets | Andrakammarvalet i Sverige 1896: Nätra och Nordingrå domsagas valkrets | Andrakammarvalet i Sverige 1896: Nätra och Nordingrå domsagas valkrets |
| Parti                                                                  | Parti                                                                  | Kandidat                                                               | Röster                                                                 | %                                                                      | ±                                                                      |
| ---------------------------------------------------------------------- | ---------------------------------------------------------------------- | ---------------------------------------------------------------------- | ---------------------------------------------------------------------- | ---------------------------------------------------------------------- | ---------------------------------------------------------------------- |
|                                                                        | Lantmannapartiet                                                       | Per Gustaf Näslund                                                     | 358                                                                    | 72,3                                                                   |                                                                        |
|                                                                        | Folkpartiet                                                            | Petrus Hörnstén                                                        | 127                                                                    | 25,7                                                                   |                                                                        |
|                                                                        | Annat                                                                  | Övriga kandidater                                                      | 10                                                                     | 2,0                                                                    |                                                                        |
| Valdeltagande                                                          | Valdeltagande                                                          | Valdeltagande                                                          | 497                                                                    | 27,3                                                                   |                                                                        |

- 2 röster kasserades.

### 1899
| Andrakammarvalet i Sverige 1899: Nätra och Nordingrå domsagas valkrets | Andrakammarvalet i Sverige 1899: Nätra och Nordingrå domsagas valkrets | Andrakammarvalet i Sverige 1899: Nätra och Nordingrå domsagas valkrets | Andrakammarvalet i Sverige 1899: Nätra och Nordingrå domsagas valkrets | Andrakammarvalet i Sverige 1899: Nätra och Nordingrå domsagas valkrets | Andrakammarvalet i Sverige 1899: Nätra och Nordingrå domsagas valkrets |
| Parti                                                                  | Parti                                                                  | Kandidat                                                               | Röster                                                                 | %                                                                      | ±                                                                      |
| ---------------------------------------------------------------------- | ---------------------------------------------------------------------- | ---------------------------------------------------------------------- | ---------------------------------------------------------------------- | ---------------------------------------------------------------------- | ---------------------------------------------------------------------- |
|                                                                        | Lantmannapartiet                                                       | Carl Bergström                                                         | 398                                                                    | 82,0                                                                   |                                                                        |
|                                                                        | Annat                                                                  | G. Åkerberg                                                            | 32                                                                     | 6,6                                                                    |                                                                        |
|                                                                        | Annat                                                                  | J. Sandström                                                           | 14                                                                     | 2,9                                                                    |                                                                        |
|                                                                        | Annat                                                                  | Övriga kandidater                                                      | 41                                                                     | 8,5                                                                    |                                                                        |
| Valdeltagande                                                          | Valdeltagande                                                          | Valdeltagande                                                          | 488                                                                    | 25,3                                                                   |                                                                        |

Valet ägde rum den 4 september 1899. 3 röster kasserades.

### 1902
| Andrakammarvalet i Sverige 1902: Nätra och Nordingrå domsagas valkrets | Andrakammarvalet i Sverige 1902: Nätra och Nordingrå domsagas valkrets | Andrakammarvalet i Sverige 1902: Nätra och Nordingrå domsagas valkrets | Andrakammarvalet i Sverige 1902: Nätra och Nordingrå domsagas valkrets | Andrakammarvalet i Sverige 1902: Nätra och Nordingrå domsagas valkrets | Andrakammarvalet i Sverige 1902: Nätra och Nordingrå domsagas valkrets |
| Parti                                                                  | Parti                                                                  | Kandidat                                                               | Röster                                                                 | %                                                                      | ±                                                                      |
| ---------------------------------------------------------------------- | ---------------------------------------------------------------------- | ---------------------------------------------------------------------- | ---------------------------------------------------------------------- | ---------------------------------------------------------------------- | ---------------------------------------------------------------------- |
|                                                                        | Liberala samlingspartiet                                               | Petrus Hörnstén                                                        | 427                                                                    | 52,2                                                                   |                                                                        |
|                                                                        | Lantmannapartiet                                                       | Carl Bergström                                                         | 354                                                                    | 43,3                                                                   | -38,7                                                                  |
|                                                                        | Annat                                                                  | Övriga                                                                 | 37                                                                     | 4,5                                                                    |                                                                        |
| Valdeltagande                                                          | Valdeltagande                                                          | Valdeltagande                                                          | 822                                                                    | 41,9                                                                   |                                                                        |

Valet ägde rum den 8 september 1902. 4 röster kasserades.

### 1905
| Andrakammarvalet i Sverige 1905: Nätra och Nordingrå domsagas valkrets | Andrakammarvalet i Sverige 1905: Nätra och Nordingrå domsagas valkrets | Andrakammarvalet i Sverige 1905: Nätra och Nordingrå domsagas valkrets | Andrakammarvalet i Sverige 1905: Nätra och Nordingrå domsagas valkrets | Andrakammarvalet i Sverige 1905: Nätra och Nordingrå domsagas valkrets | Andrakammarvalet i Sverige 1905: Nätra och Nordingrå domsagas valkrets |
| Parti                                                                  | Parti                                                                  | Kandidat                                                               | Röster                                                                 | %                                                                      | ±                                                                      |
| ---------------------------------------------------------------------- | ---------------------------------------------------------------------- | ---------------------------------------------------------------------- | ---------------------------------------------------------------------- | ---------------------------------------------------------------------- | ---------------------------------------------------------------------- |
|                                                                        | Liberala samlingspartiet                                               | Petrus Hörnstén                                                        | 701                                                                    | 52,5                                                                   |                                                                        |
|                                                                        | Obunden konservativ                                                    | P.D. Omnell i Nordingrå                                                | 631                                                                    | 47,3                                                                   |                                                                        |
|                                                                        | Annat                                                                  | Övriga                                                                 | 3                                                                      | 0,2                                                                    |                                                                        |
| Valdeltagande                                                          | Valdeltagande                                                          | Valdeltagande                                                          | 1,339                                                                  | 62,7                                                                   |                                                                        |

Valet ägde rum den 11 september 1905. 4 röster kasserades.

### 1908
| Andrakammarvalet i Sverige 1908: Nätra och Nordingrå domsagas valkrets | Andrakammarvalet i Sverige 1908: Nätra och Nordingrå domsagas valkrets | Andrakammarvalet i Sverige 1908: Nätra och Nordingrå domsagas valkrets | Andrakammarvalet i Sverige 1908: Nätra och Nordingrå domsagas valkrets | Andrakammarvalet i Sverige 1908: Nätra och Nordingrå domsagas valkrets | Andrakammarvalet i Sverige 1908: Nätra och Nordingrå domsagas valkrets |
| Parti                                                                  | Parti                                                                  | Kandidat                                                               | Röster                                                                 | %                                                                      | ±                                                                      |
| ---------------------------------------------------------------------- | ---------------------------------------------------------------------- | ---------------------------------------------------------------------- | ---------------------------------------------------------------------- | ---------------------------------------------------------------------- | ---------------------------------------------------------------------- |
|                                                                        | Nationella framstegspartiet                                            | Zakris Åslund                                                          | 803                                                                    | 52,4                                                                   |                                                                        |
|                                                                        | Liberala samlingspartiet                                               | Petrus Hörnstén                                                        | 728                                                                    | 47,6                                                                   | -4,9                                                                   |
| Valdeltagande                                                          | Valdeltagande                                                          | Valdeltagande                                                          | 1,539                                                                  | 68,7                                                                   |                                                                        |

Valet ägde rum den 13 september 1908. 8 röster kasserades.